# Detlef Waschkau

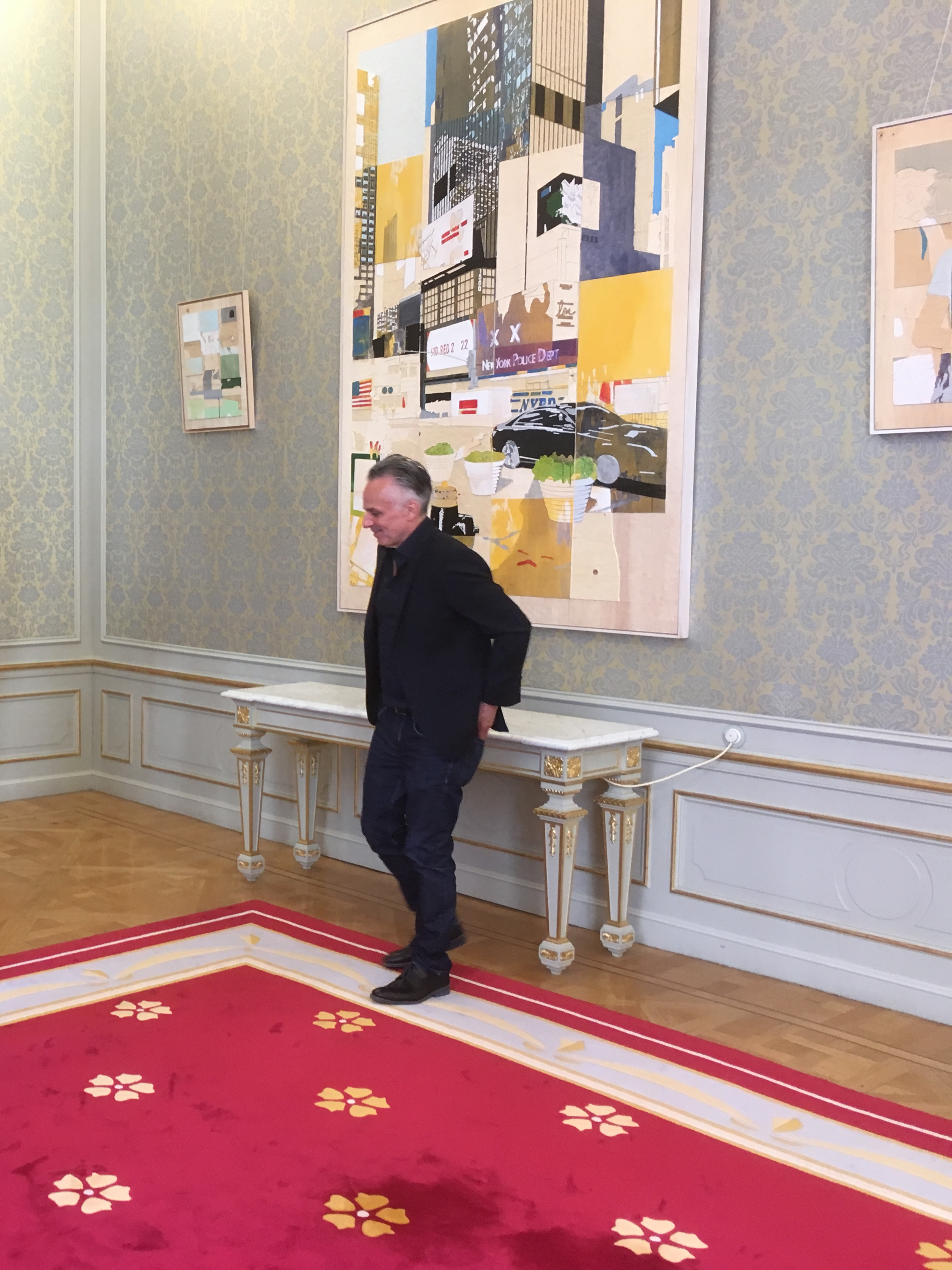
Detlef Waschkau stehend vor eigenen Kunstwerken im Huis Schuylenburch in Den Haag. (2019)

Detlef Waschkau (* 1961 in Hannover) ist ein deutscher Bildhauer und Maler.

## Leben
Waschkau studierte von 1985 bis 1992 an der Fachhochschule Aachen (Fachbereich Design) Bildhauerei und Plastik sowie von 1992 bis 1995 an der Hochschule der Künste Berlin (jetzt UDK Berlin) Bildende Kunst und Bildhauerei. 1995 war er Meisterschüler von Joachim Schmettau. 1996 erhielt er das Stipendium der Stiftung Kulturfonds. Ab 2002 besuchte Waschkau regelmäßig Japan, wo er vor allem in Osaka lebte und arbeitete. Seit 2011 reist er nach China, um das Land kennenzulernen, dort zu arbeiten und auszustellen. Er ist Mitglied des Deutschen Künstlerbundes. Detlef Waschkau lebt und arbeitet in Berlin.

## Werk
Waschkau geht es bei seinem bildhauerischen Schaffen immer wieder um Themen von Raum und plastischer Wirkung, ebenfalls um die Struktur und Textur von Oberflächen. Dies geschieht nicht allein in der Dreidimensionalität, sondern in reliefartiger Oberflächenbehandlung, so dass Werke entstehen, die Tiefenschichten besitzen, jedoch aufgrund ihrer relativen Flächigkeit auch als Bilder anzusprechen sind. Seine Bildobjekte legt er in Schichtholzplatten aus Pappelholz an. Bei der Produktion von Schichtholz werden vier dünne Holzschichten unter Druck verleimt. Waschkau trägt die oberen Schichten mit Hammer und Beitel ab, so dass sich mit den Höhenunterschieden die Motive seiner Kunst entwickeln können. Der Charakter und die Aussage der Arbeiten werden zugleich durch Malerei formuliert, die das hellbraune Schichtholz in Passagen bedeckt. Die Malerei findet von Anbeginn und im Prozess der Arbeit statt. Insofern ist Waschkaus künstlerische Methode als paralleles bildhauerisches und malerisches Gestalten zu begreifen, als montageartiger Mix künstlerischer Techniken. In letzter Zeit arbeitet er meistens nach Fotovorlagen, die er selbst vor Ort gezielt fotografiert. Oft zeigen seine Motive Architekturen und Stadtlandschaften, auch Menschen, Gruppen und Porträts.
Typisch für Detlef Waschkaus Kunst ist das Ausschnitthafte und eine Zerteilung des Raumes, der in viele Rayons und Details zerfällt und dabei doch eine Ganzheit besitzt. Mit einer solchen Auffassung von Komposition nähert sich der Künstler einer auf seinen zahlreichen Reisen beobachteten Dichte und Komplexität heutiger Lebenswirklichkeit an. Waschkau verweist damit auf globale Phänomene, die man insbesondere in den industriell entwickelten Zonen beobachten kann, wo aufgrund von Planung und Technik, Serienproduktion, Fertigungsstandards oder Containertransport eine Dominanz des Geometrischen, des Rechteckigen und Passgenauen die Oberflächen von Stadtlandschaften, Industrie- und Hafenanlagen überformt. In diesem Gedanken ist die in Rastern angelegte Grundgestalt seiner Bildobjekte perfekt dafür geschaffen, die Funktionsarchitekturen der global technisierten Gegenwart aufzunehmen und abzubilden. Auch der Mensch gehört in diese Welt, doch erscheint er kaum als individualisiertes Wesen, sondern als anonyme Person, die beim Warten auf den Zug kurzzeitig in einer Gruppe aufgeht, danach Teil einer Masse von Konsumenten ist, um später alleine seiner Wege zu gehen.

## Einzelausstellungen
2010
- Stadt und Mensch, Kommunale Galerie, Berlin/Galerie am Klostersee, Lehnin
- Galerie Lattemann, Darmstadt
- Essenheimer Kunstverein, mit H. v. d. Goltz

2011
- Mensch im Raum, Kunstraum Bernusstraße, Frankfurt am Main, mit H. v. d. Goltz,
- Mensch im Raum – Galerie Kasten, Mannheim, mit H. v. d. Goltz
- Im Raum, Galerie Tammen & Partner, Berlin
- Galerie Heimeshoff, Roger Schimanski, Essen

2012
- Niederrheinischer Kunstverein, Städtisches Museum, Wesel
- Streets from Beijing to Berlin, Kunsthalle Neuffer am Park, Pirmasens
- organic architecture, Galerie Helga Hofman, Alphen, Niederlande
- Eryueshufang Gallery, Beijing, China
- Mit anderen Blickwinkel, Galerie 99, Aschaffenburg, mit Zhou Dongh

2013
- Stadtmotive und Begegnungen, Kunstraum Bernusstraße, Frankfurt a. Main
- Willy Brandt, Galerie Tammen & Partner, Berlin
- Foreign Positions, Nanjing, China Center of Contemporary art Shang Dong, Nanjing China
- Forum für Kunst und Architektur, Essen

## Auszeichnungen
- 1996: Stipendium der Stiftung Kulturfonds